# 芒斯
芒斯（法語：Mens，法語發音：[mɛ̃s]）是法国伊泽尔省的一个市镇，位于该省南部，属于格勒诺布尔区。

## 地理
芒斯（44°49'1"N, 5°45'1"E）面积28.29 平方千米，位于法国奥弗涅-罗讷-阿尔卑斯大区伊泽尔省，该省份为法国东南部内陆省份，北起顺时针与安省、萨瓦省、上阿尔卑斯省、德龙省、阿尔代什省、卢瓦尔省和罗讷省。
与芒斯接壤的市镇（或旧市镇、城区）包括：特列沃地区科尔尼永、普雷布瓦、圣博迪耶和皮佩、圣让代朗、特列沃地区沙泰勒。

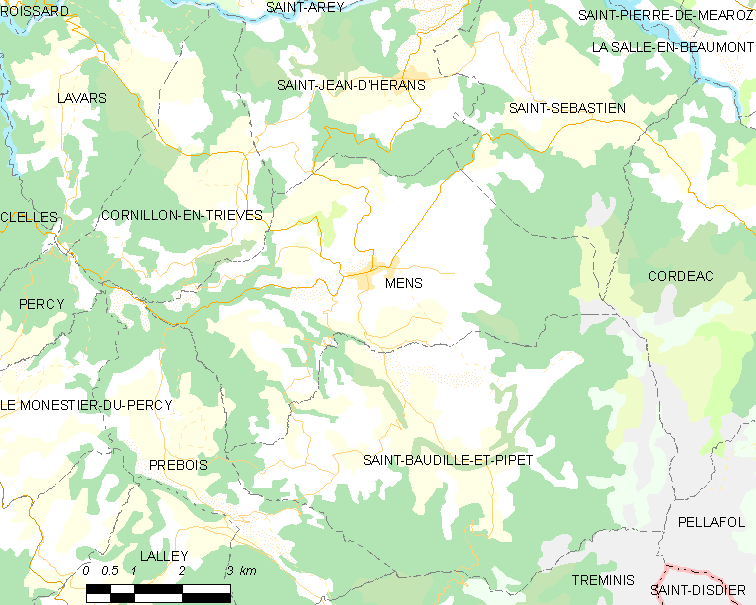
芒斯的OSM定位图

芒斯的时区为UTC+01:00、UTC+02:00（夏令时）。

## 行政
芒斯的邮政编码为38710，INSEE市镇编码为38226。

## 政治
芒斯所属的省级选区为马泰西讷-特列沃县。

## 人口

1962-2008年间芒斯人口变化图示

芒斯于2022年1月1日时的人口数量为1431人。